# Maiuscoletto
In tipografia il termine maiuscoletto indica i caratteri di forma maiuscola ma di altezza inferiore, equivalenti di solito all'occhio medio, ovvero all'altezza dei caratteri minuscoli, al netto delle correzioni ottiche. Storicamente, invece, il maiuscoletto era leggermente più piccolo della parte mediana. I caratteri del maiuscoletto ben progettati non sono semplicemente la versione ridotta delle maiuscole normali; mantengono normalmente lo stesso spessore delle altre lettere e un maggiore rapporto altezza–larghezza per rendere più facile la leggibilità e uniformarle al minuscolo.

Un esempio di testo in maiuscoletto: maiuscole e maiuscoletto con il font cmtcsc10.

## Nella composizione digitale
Molti programmi di videoscrittura e sistemi tipografici offrono la possibilità di comporre il testo in maiuscolo e maiuscoletto; questo lascia inalterate le lettere maiuscole e converte le minuscole in maiuscoletto.
L'implementazione dipende dal sistema tipografico; per molti caratteri tipografici esiste il maiuscoletto (ciò fa in modo che testi come «La Lettonia si unì alla Nato il 29 marzo 2004» siano proporzionati) ma molti caratteri digitali non prevedono la versione in maiuscoletto. Di conseguenza il sistema di visualizzazione semplicemente riduce di una frazione le lettere maiuscole e ciò porta ad avere un testo non ben proporzionato. Spesso, nel testo, la versione meglio disegnata del maiuscoletto generato da questi sistemi, e che si accompagna meglio con la dimensione normale del maiuscolo e minuscolo, si ha quando questo maiuscoletto viene aumentato del 5% o spaziato a mezzo punto o un punto.

## Uso del maiuscoletto

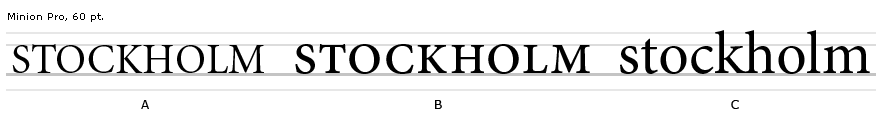
Un “falso” maiuscoletto (A) (in realtà è un maiuscolo ridotto), un “vero” maiuscoletto (B) e delle lettere minuscole (C) con il carattere Minion Pro.

Il maiuscoletto viene principalmente adoperato nel testo delle note a piè di pagina (siano esse relative ad una tesi di laurea, ad un articolo di carattere scientifico ecc.), quando si citano una o più opere. In particolare, lo scopo è di enfatizzare il nome dell'autore, che viene indicato in maiuscoletto rispetto al resto della nota, in modo che l'occhio del lettore cada più rapidamente su quest'ultimo. Ad esempio:
- J. M. Keynes, Teoria generale dell'occupazione, dell'interesse e della moneta, Torino, UTET, 1971.

Il maiuscoletto viene anche usato per i testi completamente in maiuscolo; questo per evitare che la scrittura in maiuscolo sembri “stonata” al lettore. Ad esempio lo stile di molte pubblicazioni americane, incluse The Atlantic Monthly e USA Today, è di usare il maiuscoletto per gli acronimi e le sigle più lunghe di tre lettere; quindi: “U.S.” e “FDR” in maiuscole normali, ma “Nato” in maiuscoletto. Le sigle “ad” e “ac” vengono anche rese in maiuscoletto, come in: “Dal 4004 ac al 525 ad.”
Il maiuscoletto è comunemente usato per mostrare le scorciatoie da tastiera; per esempio: “La scorciatoia da tastiera in Microsoft Word per il maiuscoletto è Ctrl + ⇧ Maiusc + K.”
L'uso forse più comune del maiuscoletto è per la resa della parola "Signore" in molte versioni della Bibbia. Tipicamente, un “Signore” normale corrisponde all'uso della parola Adonai nell'originale ebreo, ma il maiuscoletto "Signore" corrisponde all'uso di Yaweh nell'originale.
Le pubblicazioni francesi e alcune inglesi usano il maiuscoletto per indicare il cognome con cui una persona dal nome completo molto lungo sarà indicato nel resto dell'opera. Un esempio elementare è Don Quixote de La Mancha. Similmente per quelle lingue in cui il cognome viene per primo come la romanizzazione Mao Zedong.
Alcuni stili di pubblicazioni di case editrici, tra le quali Newsweek e DC Comics, usano il maiuscoletto per indicare il nome della pubblicazione all'interno della stessa o di un'altra.
Il testo delle iscrizioni monumentali formali o le scritte sulle monete sono anch'esse spesso rese in maiuscoletto: “sulla tomba di Sir Christopher Wren nella Cattedrale di Saint Paul si legge, in Latino, semplicemente si monumentum requiris circumspice” (che significa approssimativamente "Se cerchi il monumento (in suo ricordo) guardati attorno" – riferito alla cattedrale stessa, da lui progettata).
L'opera di George Eliot “Silly Novels by Lady Novelists” è una critica dei romanzieri vittoriani per l'uso eccessivo che facevano del maiuscoletto e per l'impiego in contesti inappropriati (come usare il maiuscoletto al posto del corsivo per indicare enfasi).
Nella classificazione scientifica delle specie il maiuscoletto è utilizzato per il nome dell'autore e della data del taxon interessato.

## Storia

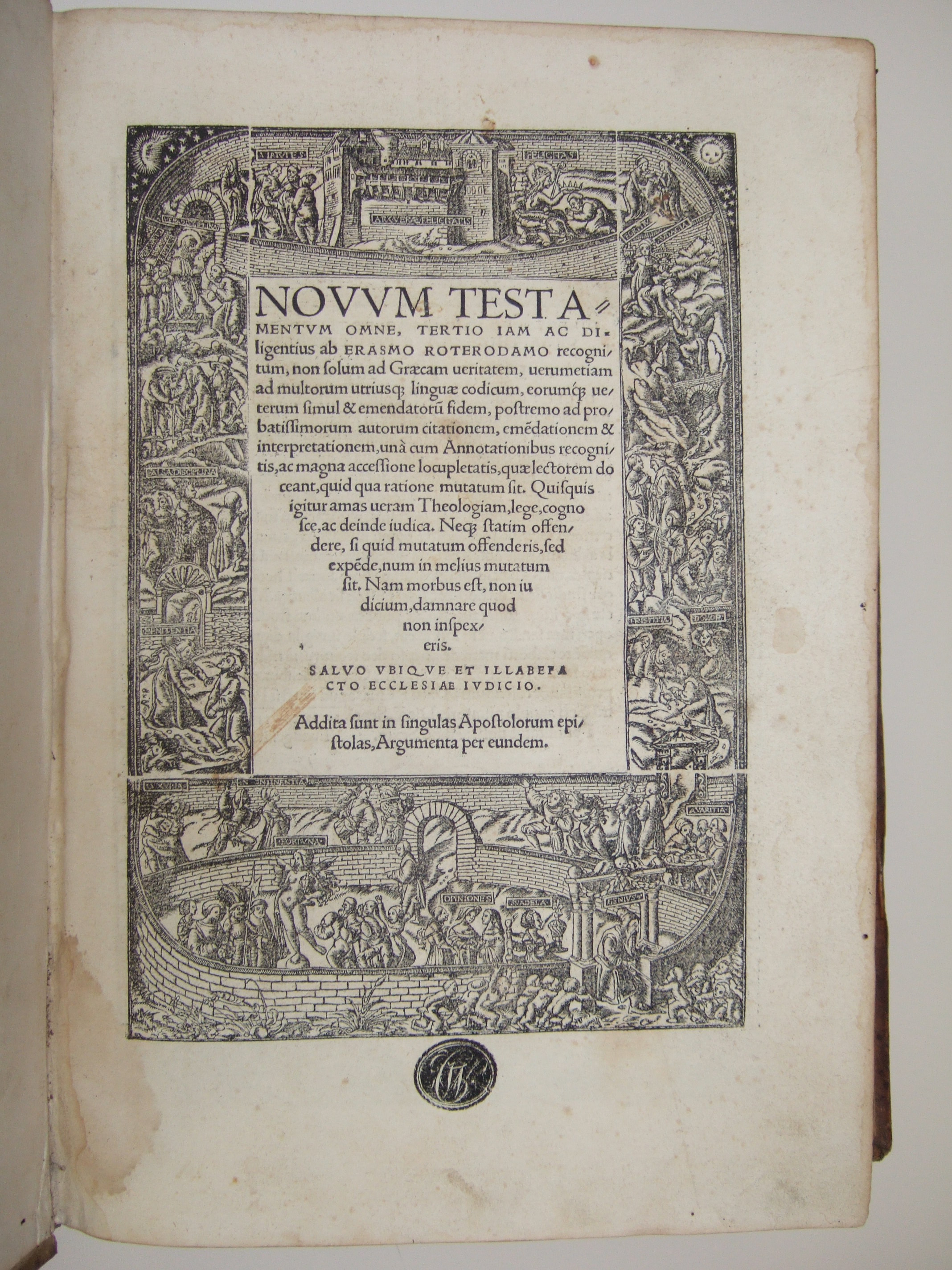
Maiuscoletto usato da Johann Froben nel Novum instrumentum del 1516.

La ricerca di Margaret M. Smith ha concluso che l'uso del maiuscolo fu probabilmente reso popolare da Johann Froben all'inizio del XVI secolo, che li usò ampiamente dal 1516. Froben potrebbe essere stato influenzato da Aldo Manuzio, che usava maiuscole molto piccole con stampa in greco e all'inizio delle righe in corsivo, copia uno stile comune nei manoscritti dell'epoca, e talvolta utilizzava queste maiuscole per impostare le intestazioni nella sua stampa; di conseguenza queste intestazioni erano tutte in maiuscolo, ma in maiuscolo da un carattere più piccolo rispetto al tipo di testo del corpo. L'idea prese piede in Francia, dove le piccole maiuscole furono usate da Simon de Colines, Robert Estienne Claude Garamond. Johannes Philippus de Lignamine usava il maiuscolo negli anni 1470, ma a quanto pare non fu copiato all'epoca.
I caratteri maiuscoli non si trovano in tutti i tipi di carattere, poiché tradizionalmente nella stampa venivano usati principalmente nel corpo del testo dei libri e quindi spesso non si trovano nei caratteri che non sono destinati a questo scopo, come i caratteri sans-serif che storicamente non lo erano preferito per la stampa di libri. Fonts in Use riporta che Maxima (1970) di Gert Wunderlich, per VEB Typoart, fu "forse il primo sans serif a presentare maiuscoletto e numeri maiuscoletti opzionali su tutti i pesi". (Alcuni caratteri tipografici solo maiuscoli destinati alla stampa di articoli di cancelleria, ad esempio Copperplate Gothic e Bank Gothic, dovevano essere usati con formati più piccoli che servivano da piccoli capitelli e, di conseguenza, non avevano lettere minuscole.)
I piccoli capitelli italici erano storicamente rari. Alcune famiglie di caratteri digitali, a volte digitalizzazioni di vecchi design di caratteri in metallo, hanno ancora solo il maiuscolo nello stile normale o romano e non hanno il maiuscolo in grassetto o corsivo. Questo è ancora perché il maiuscolo era normalmente usato solo nel corpo del testo e il taglio in grassetto e corsivo in maiuscolo non era ritenuto necessario. Una prima apparizione isolata fu nel campione di fonderia di tipo Enschedé del 1768, che presentava un taglio di serie di Joan Michaël Fleischman. (Il grassetto non apparve fino al diciannovesimo secolo.) Nel 1956, il libro di testo di Hugh Williamson Methods of Book Design ha osservato che "uno dei difetti più evidenti" delle facce dei libri contemporanei era che generalmente non presentavano maiuscole in corsivo: "queste sarebbero certamente ampiamente utilizzate se fossero generalmente disponibili". Eccezioni disponibili all'epoca erano Pilgrilm di Linotype, Janson e il loro rilascio di Monotype Garamond e da Monotype Romulus. Altri sono apparsi nel periodo digitale, come in Hoefler Text e FF Scala / Scala Sans.

## Assistenza informatica

### Caratteri
L'OpenType carattere standard fornisce il supporto per le trasformazioni da lettere normali a maiuscoletto da due tag caratteristica, smcpe c2sc. Un carattere può utilizzare il tag smcpper indicare come trasformare le lettere minuscole in maiuscoletto e il tag c2scper indicare come trasformare le lettere maiuscole in maiuscoletto.

### Elaboratori di testi
Le applicazioni di desktop publishing professionali che supportano il maiuscolo minuscolo autentico includono Quark XPress e le applicazioni Adobe Creative Suite.
La maggior parte delle applicazioni di elaborazione testi, inclusi Microsoft Word e Pages, non sostituiscono automaticamente il maiuscolo vero quando si lavora con i caratteri OpenType che li includono, ma generano quelli in scala. Per queste applicazioni è quindi più facile lavorare con caratteri che hanno il maiuscolo vero come uno stile completamente separato, simile al grassetto o al corsivo. Pochi font gratuiti e open source hanno questa caratteristica; un'eccezione è EB Garamond di Georg Duffner, in open beta. LibreOffice Writer ha iniziato a consentire il vero maiuscoletto per i caratteri OpenType dalla versione 5.3, possono essere abilitati tramite una sintassi utilizzata nella casella di immissione del nome del carattere, incluso il nome del carattere, i due punti, il tag della caratteristica, un segno di uguale e il valore della caratteristica, per esempio EB Garamond 12:smcp=1, e la versione 6.2 hanno aggiunto una finestra di dialogo per cambiare.

### Unicode
Sebbene le maiuscole siano allografi dei loro equivalenti a grandezza naturale (e quindi di solito non "semanticamente importanti"), lo standard Unicode definisce un numero di caratteri "maiuscoli" nelle estensioni IPA, estensioni fonetiche e intervalli latini estesi-D (0250– 02AF, 1D00–1D7F, A720 – A7FF). Questi caratteri, con nomi ufficiali come la lettera latina maiuscola a, sono destinati all'uso nelle rappresentazioni fonetiche. Ad esempio, ʀ rappresenta un vibrante uvulare. Normalmente non dovrebbero essere usati in altri contesti (il set di caratteri "normale" dovrebbe essere usato con controlli di formattazione adeguati come descritto nelle sezioni precedenti).
A partire da Unicode 13.0, l'unico carattere mancante dall'alfabeto latino di base ISO è la versione maiuscoletta di X.
La tabella seguente mostra i caratteri maiuscoli Unicode esistenti dell'alfabeto latino di base ISO utilizzato in IPA:
| A | B | C | D | E | F | G | H | I | J | K | L | M | N | O | P | Q | R | S | T | U | V | W | X | Y | Z |
| ᴀ | ʙ | ᴄ | ᴅ | ᴇ | ꜰ | ɢ | ʜ | ɪ | ᴊ | ᴋ | ʟ | ᴍ | ɴ | ᴏ | ᴘ | ꞯ | ʀ | ꜱ | ᴛ | ᴜ | ᴠ | ᴡ | - | ʏ | ᴢ |
|   |   |   |   |   |   |   |   | ᶦ |   |   | ᶫ |   | ᶰ |   |   |   |   |   |   | ᶸ |   |   |   |   |   |
|   |   |   |   |   |   | ◌ᷛ |   |   |   |   | ◌ᷞ | ◌ᷟ | ◌ᷡ |   |   |   | ◌ᷢ |   |   |   |   |   |   |   |   |

Inoltre, alcuni caratteri latini meno comuni, diversi caratteri greci e un singolo carattere cirillico utilizzato nella notazione in caratteri latini (ᴫ, piccolo maiuscolo Л) hanno anche piccole maiuscole codificate:
| Latino esteso |   |   |   |   |   |   |   |       |   |   |   |   |   |   |   |   |   |   |
| Æ             | Ƀ | Ð | Ʒ | Ǝ | Ɠ | Ɨ | Ł | ꟽ / Ɯ | Ŋ | Œ | Ɔ | Ȣ |   | ɹ |   |   | ꝵ | Ʉ |
| ᴁ             | ᴃ | ᴆ | ᴣ | ⱻ | ʛ | ᵻ | ᴌ | ꟺ     | ᴎ | ɶ | ᴐ | ᴕ | ᴙ | ᴚ | ʁ | ꭆ | ꝶ | ᵾ |
|               |   |   |   |   |   | ᶧ |   |       |   |   |   |   |   | ʶ |   |   |   |   |

| Greco |   |   |   |   |   |   |   |   |   |   |
| Γ     | Δ | Θ | Λ | Ξ | Π | Ρ | Σ | Φ | Ψ | Ω |
| ᴦ     | - | - | ᴧ | - | ᴨ | ᴩ | - | - | ᴪ | ꭥ |

Poiché questi glifi provengono da intervalli di codice diversi, potrebbero non visualizzare la stessa dimensione e stile, perché pochi caratteri tipografici li forniscono tutti.

### Negli standard Unicode
Il consorzio Unicode ha una convenzione tipografica di utilizzare il maiuscoletto per i nomi dei personaggi formali Unicode in esecuzione di testo. Ad esempio, il nome di U + 0416 Ж viene convenzionalmente mostrato come LETTERA MAIUSCOLA CIRILLICA ZHE.

### Fogli di stile CSS
Il maiuscolo può essere specificato nel linguaggio di presentazione della pagina web che CSS utilizza font-variant: small-caps;. Ad esempio, il codice HTML
<span style="font-variant: small-caps;">Jane Doe</span>
<span style="font-variant: small-caps;">AaBbCcDdEeFfGgHhIiJjKkLlMmNnOoPpQqRrSsTtUuVvWwXxYyZz</span>
esegue il rendering come
Jane Doe
AaBbCcDdEeFfGgHhIiJjKkLlMmNnOoPpQqRrSsTtUuVvWwXxYyZz.
Poiché il CSS applica uno stile al testo e non viene applicata alcuna trasformazione del caso, i lettori sono ancora in grado di copiare il testo normale in maiuscolo dalla pagina Web come visualizzato da un browser.
CSS3 può specificare OpenType maiuscoletto (dato che la funzione 'smcp' nel carattere sostituisce i glifi con glifi in maiuscoletto corretti) utilizzando font-variant-caps: small-caps;, che è il modo consigliato, o font-feature-settings: 'smcp';, che è (a partire da maggio 2014) il modo più utilizzato. Se il carattere non ha glifi in maiuscolo, vengono visualizzate lettere minuscole.
<span style="font-variant-caps: small-caps;">Jane Doe</span>
<span style="font-feature-settings: 'smcp';">AaBbCcDdEeFfGgHhIiJjKkLlMmNnOoPpQqRrSsTtUuVvWwXxYyZz</span>
esegue il seguente rendering:
Jane Doe
AaBbCcDdEeFfGgHhIiJjKkLlMmNnOoPpQqRrSsTtUuVvWwXxYyZz
(font-variant-caps: small-caps;è esattamente equivalente a font-variant: small-caps;.)

## Assistenza informatica per il maiuscoletto

### Caratteri
L'OpenType carattere standard fornisce il supporto per le trasformazioni da lettere normali a maiuscoletto da due tag caratteristica, pcape c2pc. Un carattere può utilizzare il tag pcapper indicare come trasformare le lettere minuscole in maiuscoletto e il tag c2pcper indicare come trasformare le lettere maiuscole in maiuscoletto.
Le applicazioni di desktop publishing, così come i browser Web, possono utilizzare queste funzionalità per visualizzare il maiuscoletto. LibreOffice può utilizzare il metodo fontname:pcap=1.

### Fogli di stile CSS
A partire da settembre 2018, non esiste un supporto specifico per il maiuscoletto nelle pagine web che utilizzano il CSS Fonts Module Level 3 del W3C, ma può essere specificato utilizzando font-feature-settings: 'pcap';. Se il carattere non ha glifi in maiuscoletto, vengono visualizzate lettere minuscole.